# Partito Costituzionalista dell'Iran
Il Partito Costituzionalista dell'Iran (Liberal - Democratico) (farsi: حزب مشروطه ايران - لیبرال دموکرات) è un partito liberal-democratico iraniano fondato nel 1994 (in origine come Movimento costituzionale dell'Iran). 
È stato messo fuori legge dal regime khomeinista e agisce in esilio. Il partito è il più noto dei partiti monarchici iraniani e sostiene la restaurazione della monarchia, in forma costituzionale. Ha un orientamento politico di centro-destra.
Un partito con questo nome nacque nel 1908, dopo la rivoluzione costituzionale persiana. Si può considerare erede anche del partito dello scià Mohammad Reza Pahlavi, che fu partito unico dal 1953 al 1979, dal 1975 al 1979 noto come Rastakhiz (dal persiano رستاخیز: "resurrezione").
Il partito difende la politica di modernizzazione e laicizzazione della Persia attuata dall'allora sovrano (la rivoluzione bianca), ma rinnega l'autocrazia pahlavista e gli eccessi della persecuzione della SAVAK, la polizia politica dello scià, contro i dissidenti.
Il movimento attuale si batte per la democrazia, i diritti umani e la laicità dello stato e si riconosce nella leadership del figlio dell'ultimo scià, il principe Reza Pahlavi, che tuttavia non ha un ruolo attivo nel CPI, ma lo ha nella coalizione del Consiglio Nazionale Iraniano fondata nel 2013, a cui il CPI aderisce. Il 23 febbraio 2023 il partito ha annunciato una nuova coalizione insieme al Consiglio di transizione dell'Iran e Consiglio di decisione nazionale iraniano.